# Jože Lacko
Jože Lacko slovenski partizan in narodni heroj, * 18. november 1894, Kicar, † 18. avgust 1942, Ptuj.
Jože Lacko se je rodil v siromašni družini v Kicarju pri Ptuju očetu Francu in materi Urši (rojena Horvat). Po končani osnovni šoli si je najprej služil kruh pri večjih kmetih v domači okolici. V prvi svetovni vojni je bil avstro-ogrski vojak na soški fronti. Po vojni se je preselil v Novo vas pri Ptuju in se zaposlil v želežniških delavnicah na Ptuju. V komunistično stranko je bil sprejet leta 1932, od takrat je ves čas aktivno politično deloval v takratnem ptujskem srezu. Njegovo delo je bilo pridobivanje mladih za takratno komunistično idejo. Zaradi aktivne politične dejavnosti so kraljeve oblasti Lacka januarja 1941 internirale v vojaško taborišče v Medžimurju, kjer je ostal do napada na Jugoslavijo. Še pred kapitulacijo starojugoslovanske vojske se je pridružil vojaškim prostovoljcem s Ptuja in okolice, ki so ga izbrali za svojega komandanta. Skupina prostovoljcev je krenila proti Novem mestu, kjer jih je dohitela informacija o kapitulaciji kraljeve vojske, zato se je skupina razšla.
Oktobra leta 1941 je z antifašistično usmerjenimi Ptujčani ustanovil odbor Osvobodilne fronte na Ptuju. Novembra istega leta ga je začela intenzivno iskati nemška okupatorska policija, zato je živel in delal v ilegali.
Prvo partizansko četo v Slovenskih goricah so ustanovili v začetku leta 1942, ter jo poimenovali po Jožetu Lacku, sam pa se je pridružil šele 7. avgusta, vendar mu partizansko življenje ni bilo dolgo usojeno. Že naslednji dan so Nemci četo obkolili v Mostju pri Ptuju in jo uničili; le trije borci so se uspeli rešiti iz obroča, med njimi je bil tudi Jože Lacko, ki se je nato skril pri nekem kmetu, že po dveh dneh pa ga je nekdo izdal Nemcem. Zaprli so ga v Ptujske zapore, kjer so ga pretepali in mučili; tam je tudi zaradi posledic mučenja umrl 18. avgusta 1942.
Jožeta Lacka so za narodnega heroja proglasili 21. decembra 1951.

## Poimenovanja
Po njem so poimenovali več ulic:
- Ptuj
- Lenart v Slovenskih goricah
- Gornja Radgona
- Kidričevo
- Maribor
- Pragersko
- Radenci
- Radlje ob Dravi
- Slovenska Bistrica